# سپاه امیرالمؤمنین ایلام

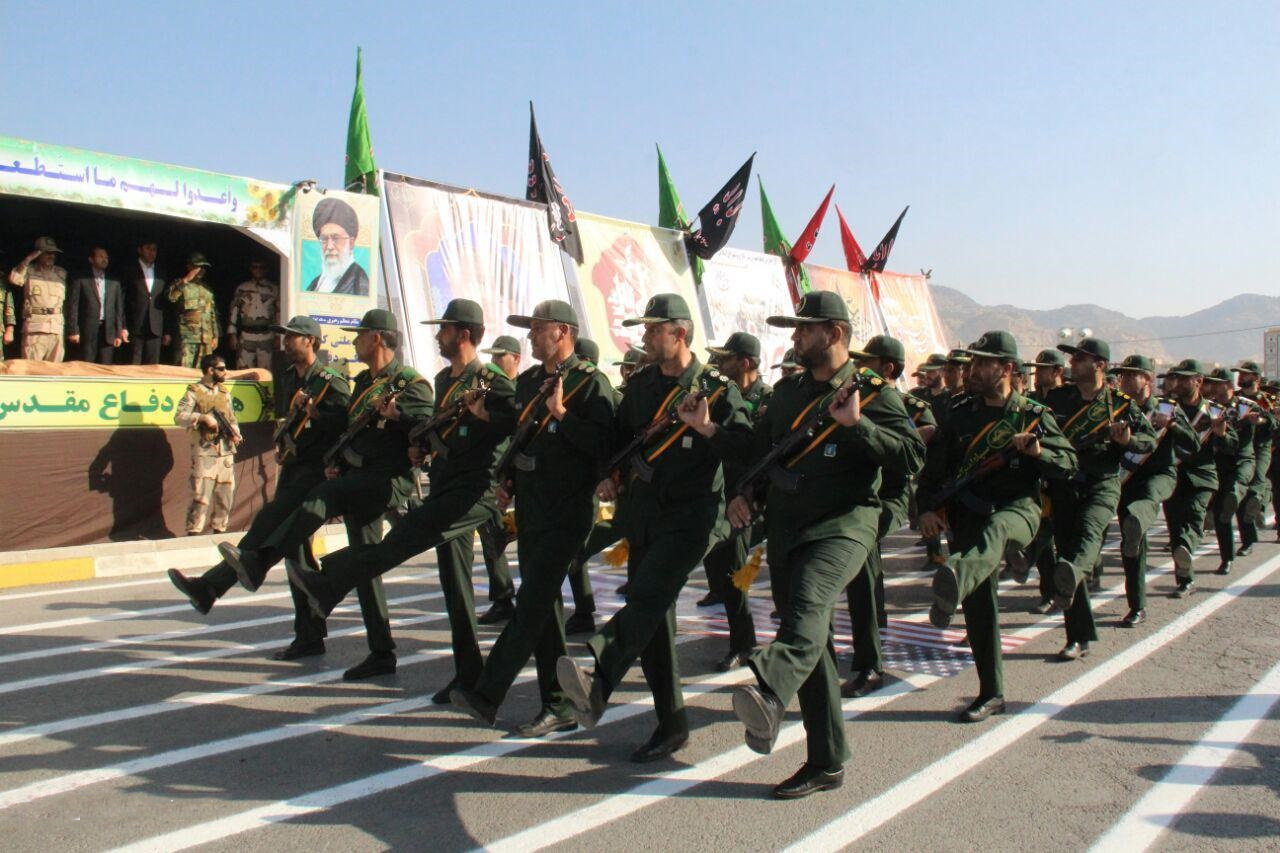
رژه نیروهای سپاه امیرالمؤمنین ایلام به‌مناسبت سالگرد جنگ ایران و عراق در سال ۱۳۹۸، ایلام

سپاه امیرالمؤمنین ایلام یگان نظامی-امنیتی و از سپاه‌های استانی زیرمجموعه سپاه پاسداران انقلاب اسلامی است، که ستاد فرماندهی آن در شهر ایلام مستقر می‌باشد و وظیفه فرماندهی و کنترل کلیه یگان‌های سپاه و بسیج مستقر در استان ایلام را برعهده دارد. مهم‌ترین یگان‌های زیرمجموعه این سپاه، لشکر ۱۱ امیرالمؤمنین از نیروی زمینی سپاه و ۱۲ سپاه ناحیه‌ای (نواحی بسیج شهرستان‌های استان) همچون سپاه ایلام، سپاه مهران، سپاه آبدانان و سپاه دهلران می‌باشند. در حال حاضر از تاریخ ۲۱ خرداد ۱۴۰۳ سرتیپ‌ پاسدار سیدصادق حسینی فرماندهی سپاه امیرالمومنین ایلام را برعهده دارد و سرتیپ‌دوم پاسدار قدرت‌الله کریمیان به‌عنوان جانشین این سپاه فعالیت می‌کند.